# Noah Falstein

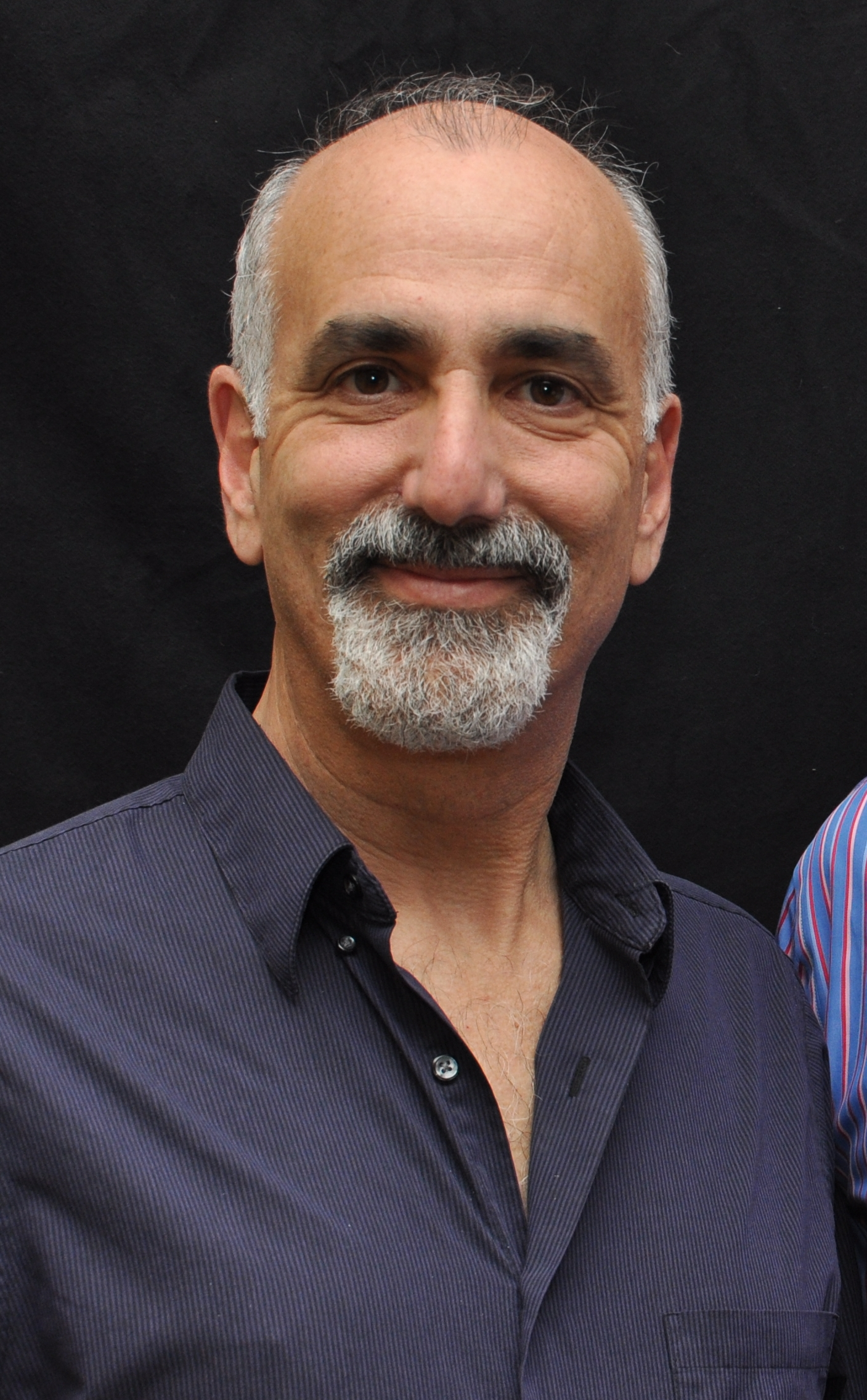

Noah Falstein é um designer e produtor de jogos eletrônicos, que está na indústria dos games desde 1980. Ele era um dos primeiros dez empregados na LucasArts Games (que se tornou a LucasArts Entertainment), a DreamWorks Interactive (que se tornou a EALA), e a The 3DO Company que foi extinta.
O trabalho de Falstein no "The 400 Project", o Projeto 400, tem atraído atenção recentemente. O conceito teve como pioneiro Hal Barwood, que desenvolveu Indiana Jones and the Fate of Atlantis juntamente com Falstein.